# Joë Nordmann
Joë Nordmann (ur. w 1910 w Miluzie, zm. 12 listopada 2005) – francuski adwokat, uczestnik ruchu oporu pochodzenia żydowskiego.

## Ruch oporu
Nordmann ukończył studia prawnicze, od czasów uniwersyteckich sympatyzował z komunistami, do PCF przystąpił w 1933. Bezskutecznie ubiegał się w 1942 o pracę w sądzie paryskim; jego kandydatura została odrzucona ze względu na żydowskie pochodzenie. Założył komórkę ruchu oporu o nazwie Front national judiciaire (Narodowy front prawniczy), która skupiała prawników związanych z paryskim Pałacem Sprawiedliwości. Wydawał również podziemną gazetę "Le Palais libre". Uczestniczył w szeregu operacji przerzucania osób i dokumentów między strefą okupowaną a strefą Vichy, współpracował z Jakiem Duclosem i Louisem Aragonem.

## Po wyzwoleniu
Po wyzwoleniu Francji Nordmann pracował w ministerstwie sprawiedliwości na stanowisku sekretarza. Obserwował również z ramienia swojego kraju proces w Norymberdze, które wywarły na nim wielkie wrażenie i skłoniły do rozpoczęcia we Francji kampanii o wprowadzenie do kodeksu karnego pojęcia zbrodni przeciw ludzkości i bardziej aktywnego ścigania zbrodniarzy nazistowskich.
Miał udział w doprowadzeniu przed sąd Paula Touviera, Klausa Barbie oraz Maurice'a Papona oraz działał w Narodowej Federacji Deportowanych, Internowanych, Uczestników Ruchu Oporu i Patriotów (FNDIRP). Jako prawnik reprezentował interesy ofiar masakry przy stacji metra Charonne, uczestników hiszpańskiej wojny domowej, wojny algierskiej oraz wietnamskiej. Był zdecydowanym krytykiem reżimów autorytarnych i totalitarnych; przemawiał przeciwko dyktaturom w ZSRR (kilkakrotnie bronił dysydentów radzieckich), Grecji, Chile i Paragwaju.
Był przewodniczącym Międzynarodowego Stowarzyszenia Prawników Demokratów (AIJD).
Sygnatariusz apelu sztokholmskiego w 1950 roku.